# Renilla amethystina
Renilla amethystina är en korallart som beskrevs av Addison Emery Verrill 1864. Renilla amethystina ingår i släktet Renilla och familjen Renillidae. Inga underarter finns listade i Catalogue of Life.